# Raphitoma bracteata
Raphitoma bracteata é uma espécie de gastrópode do gênero Raphitoma, pertencente a família Raphitomidae.